# NGC 1261
NGC 1261 је збијено звездано јато у сазвежђу Часовник које се налази на NGC листи објеката дубоког неба.
Деклинација објекта је - 55° 12' 59" а ректасцензија 3h 12m 15,3s. Привидна величина (магнитуда) објекта NGC 1261 износи 8,3. NGC 1261 је још познат и под ознакама GCL 5, ESO 155-SC11.